# Nova Zagora
Nova Zagora (bulgariska: Нова Загора) är en ort i Bulgarien.   Den ligger i kommunen Obsjtina Nova Zagora och regionen Sliven, i den centrala delen av landet, 220 km öster om huvudstaden Sofia. Nova Zagora ligger 130 meter över havet och antalet invånare är 24 340.